# هیرونو، فوکوشیما
هیرونو، فوکوشیما (به لاتین: Hirono, Fukushima) یک منطقهٔ مسکونی در ژاپن است که در استان فوکوشیما واقع شده‌است. هیرونو ۵۸٫۳۹ کیلومترمربع مساحت و ۵٬۰۰۵ نفر جمعیت دارد.